# Клан Ёян Чин
Клан Ёян Чжин (кор. 여양 진씨?, 驪陽 陳氏?) — один из корейских кланов.
Понгван находится в округе Хонсон, провинция Южный Чхунчхон. Согласно исследованию, проведённому в 2015 году, число членов клана Ёян Чжин составляло 110403 человека. Их основателем был Чжин Чонху́ (陳寵厚), который работал в Академии Ханьлинь при империи Сун, а после его сын Чжин Чжун (진준) — военный чиновник Корё. Чжин Чжун был натурализован в Корё, избежав вторжения государства Цзинь (1115—1234). Внуки Чжин Чжуна: Чжин Сик, Чжин Хва и Чжин Он — сдали государственный экзамен (корейский аналог кэцзюй), были успешными и известными государственными деятелями своей эпохи.
Чжин Чонху добился успехов, подавив восстание Ли Чжагёма, который был родственником Инджона по материнской линии. В результате Чжин Чонху получил земли в Ёяне и титул принца Ёяна. Ёян теперь называется Хонсон. Впоследствии Чжин Чонху основал клан Ёян Чжин.

## Члены клана
Другими известными представителями клана являются:
- Чжин Чэсон (진채선, 陳彩仙; 1842/1847 — ?) — певица пхансори, широко известная как первая женщина-мастер этого изначально мужского жанра.
- Чжин Ён (진영, 陳永; род. 23 октября 1950) — политик либеральной Демократической партии Тобуро и бывший член Национального собрания, представляющий сеульский округ Йонсан.
- Чжин Дэдже (진대제, 陳大濟; род. 20 января 1952) — бизнесмен и бывший политик.